# Gralhas
Gralhas é uma povoação portuguesa sede da Freguesia de Gralhas do Município de Montalegre, freguesia com 20,82 km² de área e 186 habitantes (censo de 2021), tendo, por isso, uma densidade populacional de 8,9 hab./km².

## História
Constituiu, até ao início do século XIX, a honra de Gralhas. Tinha, em 1801, 256 habitantes.

## Demografia
A população registada nos censos foi:
| Distribuição da População por Grupos Etários | Distribuição da População por Grupos Etários | Distribuição da População por Grupos Etários | Distribuição da População por Grupos Etários | Distribuição da População por Grupos Etários |
| -------------------------------------------- | -------------------------------------------- | -------------------------------------------- | -------------------------------------------- | -------------------------------------------- |
| Ano                                          | 0-14 Anos                                    | 15-24 Anos                                   | 25-64 Anos                                   | > 65 Anos                                    |
| 2001                                         | 12                                           | 18                                           | 116                                          | 89                                           |
| 2011                                         | 7                                            | 2                                            | 90                                           | 109                                          |
| 2021                                         | 11                                           | 3                                            | 58                                           | 114                                          |

## Património
- Igreja Matriz de Gralhas;
- Antigo Seminário de Gralhas;
- Igreja de Nossa Senhora da Assunção;
- Moinhos de água e vento (arruinados).